# Коммунистическая партия Албании (1991)
Коммунистическая партия Албании (алб. Partia Komuniste e Shqiperise, PKSh) — партия, существующая в Албании с 1991 года. Основатель — Хюсни Милоши. Возникла в 1991 году, объединила коммунистов, вышедших из Албанской партии труда (позже преобразованной в Социалистическую партию Албании).
Членом партии являлась Неджмие Ходжа, вдова Энвера Ходжи.
16 июля 1992 года парламент Албании проголосовал за запрет партии и её газеты. Закон, вступивший в силу в июне, разрешил лидерам политических партий, членам парламента и министрам правительства хранить оружие, а поскольку партия была запрещена, её лидер Хюсни Милоши был арестован 22 июля 1992 года за незаконное хранение оружия.
В 1998 году КПА стала первой в Албании (после 1991 года) коммунистической партией, которая была зарегистрирована государственной Избирательной комиссией.
В 2002 году часть бывших членов КПА приняла решение возродить Албанскую партию труда.
На парламентских выборах в 2005 году партия получила 8 901 голос (0,7 % голосов избирателей). Однако на выборах 2013 года количество её голосов резко сократилось, она набрала всего лишь 899 голосов по всей стране. На парламентских выборах 2017 года она набрала 1029 голосов (0,07 % голосов избирателей).
В 2006 году состоялся объединительный съезд, делегатов на который, помимо КПА, направили возрожденная Албанская партия труда и несколько мелких коммунистических организаций; по итогам съезда все они влились в КПА. В съезде приняли участие 300 делегатов, лидером объединенной партии стал Хюсни Милоши.
Орган КПА — газета «Zeril i së Vertetes».
Молодёжное крыло партии — Коммунистическая молодёжь Албании.